# Железная дорога Суонси и Мамблза
Железная дорога Суонси и Мамблза (англ. Swansea and Mumbles Railway) — первая железная дорога с регулярными пассажирскими перевозками в мире и одна из самых первых железных дорог в мире вообще. В начале XX века дорога приобрела характер пригородного трамвая. Действовала она с 1806 года до 5 января 1960 года.

## История
Строительство железной дороги между Суонси и Ойстермаутом (Oystermouth) на юге Уэльса было одобрено Британским парламентом в 1804 году. Строительство дороги началось осенью того же года. Первоначально дорога называлась «Ойстермаутская железная дорога» (Oystermouth Railway). Позднее её переименовали в Железную дорогу Суонси и Мамблза (Swansea and Mumbles Railway), но в народе её называли «Мамблзский поезд» (Mumbles Train).
Первоначально дорога предназначалась для перевозок угля, железной руды и известняка. Дорога начала действовать в 1806 году. В качестве тяги использовались лошади (см. конка).
В 1807 году Бенджамин Френч (Benjamin French) предложил переоборудовать вагон для перевозки пассажиров. Это была абсолютно новая по тем временам идея. Фактически Бенджамин Френч был изобретателем первого пассажирского поезда.
Бенджамин Френч заплатил компании, владеющей железной дорогой, двадцать фунтов стерлингов за право организовать там пассажирские перевозки. Первым днём пассажирских перевозок по железной дороге в истории стало 25 марта 1807 года.
Хотя первый паровоз появился уже в 1804 году, а к 1830-м годам это транспортное средство уже вышло из экспериментальной стадии и стало широко использоваться, на железной дороге Суонси первый паровоз появился только в 1877 году.
В 1870-х годах перевозки по дороге осуществлялись двумя разными компаниями, при этом одной компании удалось получить в суде монополию на использование паровозов, в то время как вторая имела право на использование только конной тяги. Конкурентная борьба доходила до того, что машинисты паровоза специально кидали между рельсов горячие угли и золу, чтобы лошадь конкурентов обожгла себе ноги (по расписанию конный поезд отправлялся всего через несколько минут после парового, и выброшенные угли не успевали остыть).
В 1893 году дорога была продлена до Саусленда (Southlend), а в 1898 году — до нового морского мола в Мамблзе. Таким образом, дорога достигла своей максимальной длины в пять с половиной миль. В том же 1898 году вся деятельность на дороге была передана одной компании, и абсурдная конкуренция закончилась.
Начало XX века, примерно до 1920-х годов, стало «золотым веком» железной дороги. Отдых на побережье стал модным развлечением, и железная дорога перевозила множество туристов. Нередко поезд перевозил 1800 пассажиров за одну поездку. На крыше вагонов были устроены открытые места для пассажиров (так называемые «империалы»). Перегруженные поезда двигались немногим быстрее пешехода, и на преодоление расстояния в пять с половиной миль у него уходил почти час.
В 1902 году на линии ставились эксперименты по использованию самоходных электрических вагонов с аккумуляторами, но аккумуляторы слишком быстро расходовали энергию.
В 1929 году дорога была электрифицирована. С тех пор её также часто стали называть трамваем, так как подвижной состав имел явно трамвайную внешность. Были и другие особенности, приближавшие эту дорогу к трамваю. Она отличалась небольшой протяжённостью, на ней не использовалась железнодорожная сигнализация (за исключением разворотных колец), остановки через каждые полмили были слишком частыми для железной дороги. В таком «трамвайном» виде дорога проработала ещё 31 год.
Во время Второй мировой войны дорога не пострадала (хотя Суонси бомбила немецкая авиация).
В 1954 году было торжественно отмечено стопятидесятилетие железной дороги. По поводу празднований были даже отменены занятия в местных школах. Были построены точные копии старинных вагонов, которые использовались для праздничных поездок по дороге. Однако к середине пятидесятых у дороги уже не было будущего: местная администрация уже начала составлять планы замены трамваев более прогрессивным, как тогда считалось, транспортом, а именно автобусами. Принципиальное решение о закрытии дороги было принято в конце 1958 года.
Последним днём работы железной дороги стало 5 января 1960 года. Последний трамвай отправился из Суонси в Маблз в 11:52 минуты. Его вёл машинист Фрэнк Данкан (англ. Frank Duncan), который работал на этой железной дороге с 1907 года.
Разборка дороги началась почти сразу после того, как трамвай завершил свою последнюю поездку.

## Описание сети
На всём своём протяжении дорога имела обособленное полотно. Ширина колеи до 1855 года была ровно 4 фута (1219 мм), после полотно было перешито на ширину 4 фута 8½ дюйма (1435 мм). Бо́льшая часть дороги была однопутной. В некоторых местах рельсы были уложены буквально в полуметре от обрыва. Линия практически не имела уклонов.
Остановки были расположены примерно в полумиле друг от друга.
Рельсы имели железнодорожный, а не трамвайный профиль.

## Подвижной состав
В ходе истории на этой дороге использовались самые разные виды тяги: конная, паровозная, аккумуляторная, бензиновая, дизельная, электрическая (с питанием от контактной сети) и даже парусная.
Использовавшиеся в последние тридцать лет существования дороги трамваи были двухэтажными. Они имели как электрические, так и пневматические тормоза, а также по два мотора. Эти трамваи были одними из самых больших трамваев из когда-либо построенных в Великобритании. В каждом вагоне было 106 сидячих мест (рекорд). Все трамваи были однотипными. Часто их сцепляли по два, так как летом пассажиропоток был довольно высоким.
Всего имелось пятнадцать трамваев.
Трамваи целиком красились в красный цвет, за исключением белой продольной полосы.
В качестве токосъёмника использовались пантографы, что было нетипично для Великобритании, где самым распространённым типом трамвайного токосъёмника была штанга.

## Рекорды
- Железная дорога Суонси и Маблза была первой железной дорогой с пассажирскими перевозками в мире
- Здесь использовались самые вместительные трамваи в Великобритании

## Возможное восстановление
Сейчас обсуждается возможность строительства в Суонси современной трамвайной линии. С 2006 года действует общественная организация Trams For Swansea, ратующая за восстановление трамвая в Суонси.